# Васильевка (Костанайская область)
Васильевка (каз. Васильев) — село в Костанайском районе Костанайской области Казахстана. Входит в состав Ждановского сельского округа. Находится примерно в 33 км к юго-западу от центра города Костаная. Код КАТО — 395445400.

## Население
По данным 1999 года, в селе не было постоянного населения. По данным переписи 2009 года, в селе проживало 197 человек (92 мужчины и 105 женщин).